# Lama (upazila)
Pour les articles homonymes, voir Lama.
Lama (en bengali : লামা) est une upazila du Bangladesh dans le district de Bandarban. En 1991, on y dénombrait 64 717 habitants.